# Carl Davis
Carl Davis, (Nueva York, 28 de octubre de 1936-Oxford, 3 de agosto de 2023) fue un director y compositor estadounidense que ha residido en el Reino Unido desde 1961. En 1970 se casó con la actriz inglesa Jean Boht.
Ha escrito música para más de cien programas televisivos, pero es más conocido por crear música para acompañar películas mudas. También colaboró con Paul McCartney en la creación del álbum Liverpool Oratorio. La música de Davis es publicada por Faber Music.

## Primeros años y carrera
Davis nació en la Ciudad de Nueva York, de padres judíos, Sara (apellido de soltera Perlmutter) e Isadore Davis. Estudió composición con Paul Nordoff y Hugo Kauder, y posteriormente con Por Nørgaard en Copenhague. Asistió a Bard College, en Nueva York. Su trabajo temprano en los EE. UU. valiosas experiencias conduciendo a organizaciones como la Ópera de la Ciudad de Nueva York y el Robert Shaw Chorale. En 1959, la revista Diversions, de la cual fue coautor, ganó un Premio Emmy y posteriormente se presentó en el Festival de Edimburgo en 1961. Como resultado directo de su éxito allí, Ned Sherrin le encargó a Davis la composición musical para la versión británica original del programa satírico That Was the Week that Was. Le siguieron otros encargos para radio y televisión, iniciando así la carrera británica de Davis.

## Televisión
Davis alcanzó un reconocimiento temprano por la música de título de la antología de obras teatrales de la BBC The Wednesday Play y más tarde para Play for Today. Otras composiciones televisivas incluyen The World At War (1973-74), The Naked Civil Servant (1975), Shades of Greene (1975), The Kiss of Death (1977), Langrishe, Go Down (1978), Prince Regent (1979), Private Schulz (1980), Oppenheimer (1980), Winston Churchill: The Wilderness Years (1981), The Hound of the Baskervilles (1982), The Far Pavilions (1984), The Day the Universe Changed (1985), Ashenden (1991), Pride and Prejudice (1995), Anne Frank Remembered (1995), Coming Home (1998) and Upstairs Downstairs (2010).
Davis también trabajó para el productor televisivo Jeremy Isaacs proporcionando la música original para la serie documental de historia El Mundo en Guerra (1973) para Thames Televisión y Cold War (1998) para CNN.  También condujo la música característica para la cobertura de la BBC de la Copa Mundial Fifa 2006, adaptado de See, the Conqu’ring Hero Comes! de Georg Friedrich Händel.

## Música para cine
Davis ha compuesto la música incidental de varias películas, incluyendo The Bofors Gun (1968), The Only Way (1970), I, Monster (1971), Up Pompeii (1971), Up the Chastity Belt (1971), Rentadick (1972), What Became of Jack and Jill? (1972), Catholics (1973), Man Friday (1975), The Sailor's Return (1978), The French Lieutenant's Woman (1981, por la que ganó un Premio BAFTA a mejor música original), Champions (1983), King David (1985), The Girl in a Swing (1988), Scandal (1989), The Rainbow (1989), Frankenstein Unbound (1990), The Trial (1993), Widows' Peak (1994), The Return of the Native (1994), The Great Gatsby (2000), Mothers & Daughters (2004) y The Understudy (2008).

## Música para películas mudas
A finales de la década de 1970, los documentalistas David Gill y Kevin Brownlow le encargaron la creación de la música para Hollywood: A Celebration of the American Silent Film (1980) de Thames Television. Continuó su asociación con ellos componiendo un nuevo acompañamiento para la película épica Napoléon (1927) de Abel Gance, que había sido recientemente restaurada. Hizo un tratamiento similar con  Intolerancia (1916) de D.W. Griffith. Esta tenía un acopmpañamiento orquestal original, pero en 1989 se utilizó la composición de Davis. En marzo de 2012, Davis condujo a la Oakland East Bay Symphony en la interpretación de su música para Napoleón en la versión completa restaurada por Brownlow en una presentación del San Francisco Silent Film Festival en el Paramount Theatre de Oakland.
La serie Hollywood fue seguida por Chaplin Desconocido (1983), Buster Keaton: A Hard Act to Follow (1987) y Harold Lloyd: The Third Genius (1989). En la década de 1980 y de 1990, Davis compuso y condujo la música para numerosos lanzamientos y transmisiones de Thames Silents.
Hacia 1993, su reputación lo hizo la elección número uno para componer nueva música incidental para películas mudas. Muchos lanzamientos en DVD y vídeo, incluyendo Ben-Hur (1925), El Fantasma de la Opera (1925), Safety Last (1923), The Godless Girl (1928) de Cecil B. DeMille, City Lights (1931) de Charles Chaplin (reorquestada por Davis basado en la versión original de Chaplin y Padilla) y Avaricia (1924) de Erich von Stroheim, utilizan la música de Davis. Davis también creó una composición completamente nueva para Flesh and the Devil (1927) de Clarence Brown. En muchas de estas grabaciones es tanto conductor como compositor. En varias ocasiones ha conducido estas composiciones en vivo en el cine, así como en salas de concierto con la película en proyección.

## Composiciones teatrales
- La Dama de las Camelias - La Dame Aux Camelias es un ballet en dos actos que fue interpretado por primera vez en el Teatro Nacional Croata en Zagreb, por el Ballet Teatral Nacional de Croacia.[14]
- Cyrano - un encargo del Birmingham Royal Ballet. Se estrenó en el Liverpool Philharmonic Hall, (una selección), por la Royal Liverpool Philharmonic Orchestra bajo la dirección del mismo Carl Davis en 2006.[15]
- Alice in Wonderland (Alicia en el País de las Maravillas) es un musical para el texto de Lewis Carroll, adaptado por John Wells. La primera interpretación fue en el West Yorkshire Playhouse de Leeds bajo la dirección de Ian Brown.[16]
- The Mermaid (La Sirena) es un musical con texto de Hiawyn Oram y está basado en el cuento de hadas de Hans Christian Andersen. Debutó en la Escuela Preparatoria Fairfield.[17]
- Aladdin, encargado por el Scottish Ballet, es un ballet en tres actos. Se estrenó en el Edinburgh Festival Theatre por el Scottish Ballet, con coreografía por Robert Cohan.[18]
- Lipizzaner es un ballet para orquesta de cámara encargado por el Northern Ballet Theatre. Se estrenó en noviembre de 1989 en el Manchester Palace por el Northern Ballet Theatre.[19]

## Vida personal
Davis se casó con la actriz británica Jean Boht el 28 de diciembre de 1970. Tienen dos hijas, Hannah Louise (nacida en 1972) y Jessie Jo (nacida en 1974). Davis también ha compuesto música para dos de las películas de su hija Hannah, Mothers & Daughters (2004) y The Understudy (2008). Davis y su mujer sirvieron como productores ejecutivos en la película última, y aparecieron en la película como un matrimonio, los Davidovitz.